# Kostel svatého Filipa a Jakuba (Cetkovice)
Kostel svatého Filipa a Jakuba je římskokatolický chrám v obci Cetkovice v okrese Blansko. Je chráněn jako kulturní památka České republiky. Je farním kostelem farnosti Cetkovice.

## Historie
Kostel byl vystavěn roku 1699, vysvěcen byl o rok později. V letech 1785 a 1818 vyhořel. Tento barokní kostel byl vystavěn pravděpodobně na místě, kde dříve stával původní dřevěný kostel. Byl postaven na základě povolenky olomoucké biskupské konsistoře a za finančního přispění hradištského opata Norberta Želeckého.

## Architektura
Jedná se o podélnou jednolodní stavbu s odsazeným trojboce ukončeným zavřeným kněžištěm. K severní zdi přiléhá hranolová věž. Fasády jsou prolomeny úzkými okny. Hlavní vstup do kostela v ose západního průčelí je chráněn čtyřbokou předsíní, boční vstup je v jižní zdi. Kněžiště je zaklenuto valeně s výsečemi a lunetovým závěrem. Sakristie v podvěží je zaklenuta křížově.

## Zařízení
V kostele se nachází pozdně renesanční křtitelnice kalichového tvaru s balustrovou nohou, datovanou rokem 1591. Mešní kalich byl podle pamětního nápisu věnován kostelu roku 1625. Ve věži je zavěšen zvon-umíráček, který byl ulit roku 1785.